# Буланов, Иван Иудович
Ива́н Иу́дович Була́нов (1830—1893) — русский архитектор, Санкт-Петербургский епархиальный архитектор.

## Биография
В 1866 году окончил Академию Художеств. Был архитектором Санкт-Петербургской епархии. Построил множество доходных домов, а также несколько церквей и часовен в городе и губернии, преимущественно в «национальном» стиле.

## Проекты в Санкт-Петербурге
- 3-я Советская улица, д.№ 32/Дегтярная улица, д.№ 8 — доходный дом. 1866. (Надстроен).
- 6-я Красноармейская улица, д.№ 16 — доходный дом. 1866. (Перестроен).
- Проспект Обуховской Обороны, д.№ 7 — часовня Александра Невского. 1866. (Не сохранилась).
- Подольская улица, д.№ 33 — доходный дом. Перестройка и расширение. 1868.
- Херсонская улица, д.№ 15/Перекупной переулок, д.№ 11 — доходный дом. 1868.
- Херсонская улица, д.№ 17 — доходный дом. 1868.
- Херсонская улица, д.№ 27 — доходный дом. 1869, 1883.
- Невский проспект, д.№ 103 — доходный дом (1870; перестройка — 1880)[2].
- Конная улица, д.№ 4 — доходный дом. 1871. (Перестроен).
- 4-я Советская улица, д.№ 6 — доходный дом при табачной фабрике Саатчи и Мангуби. 1872. (в 1889 надстроен архитектором В. И. Корольковым).
- Улица Моисеенко, д.№ 15 — доходный дом. 1872.
- 14-я линия, д.№ 89 — доходный дом фабрики К. М. Прейса, 1872—1873[3][4].
- Днепропетровская улица, д.№ 1/Транспортный переулок, д.№ 13 — доходный дом. 1873.
- Невский проспект, д.№ 158/Перекупной переулок, д.№ 2 — доходный дом. 1874.
- 3-я Советская улица, д.№ 19/Мытнинская улица, д.№ 1, левая часть — доходный дом. 1874.
- Свечной переулок, д.№ 17 — доходный дом. 1874. (Надстроен).
- 16-я линия, д.№ 25 — доходный дом. 1874.
- Проспект Бакунина, д.№ 15-17, угловая часть — Перекупной переулок, д.№ 17 — доходный дом. Перестройка. 1876—1877.
- Исполкомская улица, д.№ 4 — доходный дом. 1876—1878.
- Невский проспект, д.№ 102 — доходный дом Змеевых. 1877. В 1908 надстроен архитектором А. С. Хреновым.
- Малодетскосельский проспект, д.№ 2/Рузовская улица, д.№ 33 — доходный дом. 1877—1879. Включён существовавший дом.
- Серпуховская улица, д.№ 20/Клинский проспект, д.№ 18 — доходный дом. 1878.
- Моховая улица, д.№ 11 — доходный дом. Расширение. 1878.
- Московский проспект/,395-я Красноармейская улица, д.№ 2 — доходный дом. Изменение фасадов. 1878.
- Улица Марата, д.№ 71 — доходный дом. 1878—1879.
- Манежный переулок, д.№ 2 — доходный дом. Перестройка. 1878—1879. (Надстроен).
- Суворовский проспект, д.№ 32 — колокольня церкви Мефодия. 1878—1880. (Не сохранилась).
- Рыбацкий проспект, д. 12 — дом причта Покровской церкви. 1878—1881[5].
- Херсонская улица, д.№ 6/Перекупной переулок, д.№ 13 — здание товарищества табачной фабрики «Братья Шапшаль». 1878—1879, 1883, 1890.
- 4-я Советская улица, д.№ 39 — особняк Е. Т. Осипова. 1879.
- Малодетскосельский проспект, д.№ 10/Верейская улица, д.№ 35 — доходный дом. 1879—1882.
- Мытнинская улица, д.№ 10, левая часть — доходный дом. 1880.
- Можайская улица, д.№ 40/Малодетскосельский проспект, д.№ 4 — доходный дом. 1881.
- Боровая улица, д.№ 41 — доходный дом. 1881—1882.
- Подольская улица, д.№ 43 — доходный дом. 1882.
- Старорусская улица, д.№ 14 — дом Борисоглебского благотворительного общества. 1883.
- Невский проспект, д. 148, д. 150[6] / Полтавская улица, д. 2 / Тележный переулок, д. 2, д. 4, левая часть — железные и Тележные ряды Старо-Александровского рынка. 1883—1884. (Надстроены).
- 13-я Красноармейская улица, д.№ 15 — доходный дом. Расширение. 1884.
- 5-я Советская улица, д.№ 29 — особняк А. Н. Русанова. 1885—1886.
- Мытнинская улица, д.№ 7 — доходный дом. 1887.
- Улица Жуковского, д.№ 30, правая часть — доходный дом. 1891.

## Проекты в Санкт-Петербургской и Новгородской губерниях
- 1868 Церковь во имя Спаса Нерукотворного Образа в деревне Чирковицы Ямбургского уезда[1]
- 1869—1870 Церковь во имя Святителя Николая Чудотворца в деревне Керстово Ямбургского уезда[1]
- 1872 перестройка Церкви Воскресения Словущего (Обновления Храма Господня Воскресения) в деревне Яблоницы Ямбургского уезда[1]
- 1872—1874 деревянная Церковь во имя Святителя Николая Чудотворца в деревне Краколье Ямбургского уезда
- 1872—1883 перестройка Собора во имя Преображения Господня в городе Тихвин Новгородской губернии[1]
- 1874—1879 деревянная Церковь во имя Вознесения Господня в деревне Валговицы Ямбургского уезда (не сохранилась)[1]
- 1874—1885 Церковь Воздвижения Честного и Животворящего Креста Господня в деревне Ополье Ямбургского уезда[1]
- 1878—1879 Церковь во имя Спаса Нерукотворного Образа в деревне Глобицы Петергофского уезда[1]
- 1882—1888 Церковь во имя Святителя Николая Чудотворца в деревне Котлы Ямбургского уезда (в 1910 году перестроена по проекту Н. Н. Никонова)
- 1883 Церковь Рождества Пресвятой Богородицы в селе Рождествено Царскосельского уезда[1]
- 1888 Церковь во имя Святого Благоверного Князя Александра Невского в деревне Криуши Ямбургского уезда[7]